# Hesiqui (deixeble de Sant Hilari)
Hesiqui (en llatí Hesychius, en grec antic Ἡσύχιος) fou un devot deixeble d'Hilari. Quan Hilari va morir a l'illa de Creta Hesiqui va portar el seu cos d'amagat a Terra Santa. (Hieró. Vita S. Hilarionis, passim; Opera, vol. iv. pars ii. col. 74, &c. ed. Benedict; Sozom. H. E. 3.14; Fabricius, Bibliotheca Graeca. vol. 7. p. 552).